# Visages de Paris
Pour plus de détails, voir Fiche technique et Distribution.
Visages de Paris est un  film documentaire français de court métrage réalisé par François Reichenbach, sorti en 1955.

## Synopsis
Scènes de la vie quotidienne à Paris dans les années 1950.

## Fiche technique
- Titre : Visages de Paris
- Réalisateur : François Reichenbach
- Scénario : François Reichenbach
- Commentaire : Jacques Doniol-Valcroze, dit par Michel Bouquet
- Photographie : François Reichenbach
- Musique : Michel Legrand
- Montage : Renée Lichtig
- Production : Les Films de la Pléiade
- Durée : 13 minutes
- Date de sortie : 1955
- Visa d'exploitation : n° 17831